# ونسا لنگیس

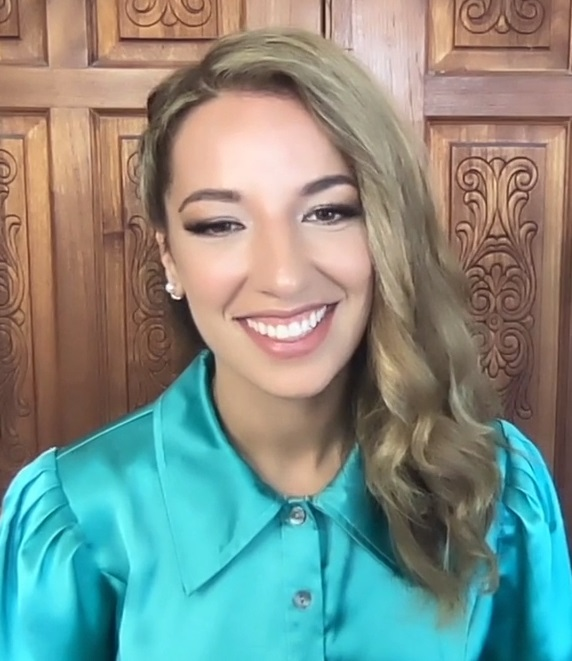
ونسا لنجیز در مصاحبه ای برای Sidewalks Entertainment در سال ۲۰۲۱

ونسا لنگیس (انگلیسی: Vanessa Lengies؛ زادهٔ ۲۱ ژوئیهٔ ۱۹۸۵) بازیگر اهل کانادا است. وی از سال ۱۹۹۶ میلادی تاکنون مشغول فعالیت بوده‌است.
او تا کنون ۳ مرتبه نامزدِ دریافتِ جایزه هنرمند جوان، ۱ مرتبه نامزدِ دریافتِ جایزهٔ برگزیده نوجوانان و ۱ مرتبه نیز نامزدِ دریافتِ جایزه انجمن بازیگران فیلم بوده‌است.

## گزیدهٔ آثار

### سینما
- ما دوستان تو هستیم (۲۰۱۵)
- پروژه نهایی آرچی (۲۰۰۹)
- مرد کامل (۲۰۰۵)
- انتظار... (۲۰۰۵)

### تلویزیون
- گلی (۲۰۱۳–۲۰۱۱ و ۲۰۱۵)
- قواعد نامزدی (۲۰۱۰)
- سی‌اس‌آی: میامی (۲۰۱۰)
- کایو (۱۹۹۸)
- آرتور (۱۹۹۶)
- آیا از تاریکی هراس دارید؟ (۲۰۰۰–۱۹۹۹)